# Neptunus (gebouw)
Neptunus is een kantoorgebouw gelegen in Amsterdam-Centrum tussen de Nieuwezijds Voorburgwal en Spuistraat.
Het gebouw werd neergezet in de jaren 1914-1915 als kantoor voor "De Vereeniging van Nederlandsche gezagvoerders en stuurlieden ter koopvaardij"; Neptunus is god van de zee (of golven etc.). Dit gebouw vloeide voort uit de oprichting in 1912 van een "NV van Nederlandsche gezagvoerders en stuurlieden ter koopvaardij", waarvan De Vereeniging enig aandeelhouder was. Zij werden op 1 januari 1914 eigenaar van een complex aan de Nieuwezijds Voorburgwal 128-130 en Spuistraat 83. De bebouwing werd gesloopt en vanaf april 1914 werd er gebouwd aan een winkel/kantoorpand naar ontwerp van architect Piet Hein van Niftrik. In juli 1914 volgde een "eerstesteenlegging". Het jaartal van opening wordt middels gevelstenen vermeld (Anno 1915). Het gebouw zou opgeleverd moeten worden op 1 januari 1915, het werd geopend op 30 of 31 maart 1915. De directeur van de NV overhandigde het gebouw direct aan De Vereeniging. Die vereniging nam vervolgens de tweede etage in gebruik met een luxe inrichting, zoals betimmeringen van eikenhout, een kaartentafel, ramen van gefigureerd glas met afbeeldingen van havensteden in Nederland. In de schouw werd het tegeltableau Het kanonschot geplaatst naar een schilderij van Willem van de Velde de Jonge.
De gevel is opgetrokken uit baksteen en zandsteen en er zijn ornamenten in verwerkt die verwijzen naar de scheepvaart. Zo zijn naast de entree trossen te zien. Het heeft de stijl van traditioneel bouwen vermengd met invloeden van de art-nouveau en de stijl van Berlage. Opvallend zijn de ronde erkers en beide gevels.
De gevel aan de Spuistraat is soberder uitgevoerd. Hoog in de gevel is slechts één gevelsteen te zien in de vorm van een vat/ton omwikkeld met touw. De steen komt uit de tweede helft van de 17e eeuw, maar lijkt los te staan van de steen waar ze op gemetseld is en het gebouw zelf. Op 16 maart 2004 werd het gebouwencomplex tot gemeentelijk monument verklaard. In 2021 zijn er winkels en kantoren gevestigd.
In 1932 kreeg het gebouw een veel hogere buurman van tien verdiepingen: Candida, dat in 2001 al tot rijksmonument werd verklaard.

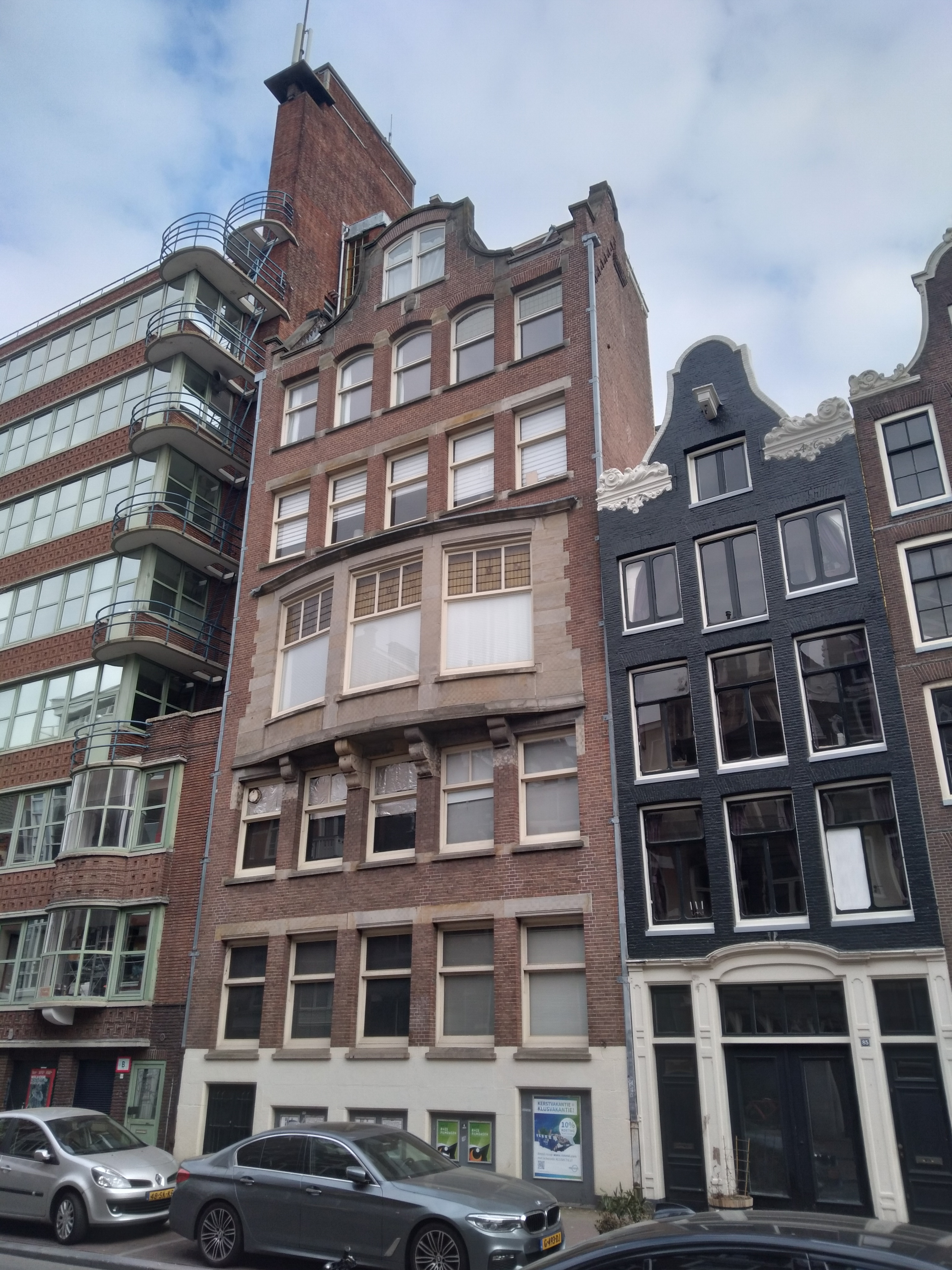
Gevel Spuistraat (maart 2021)

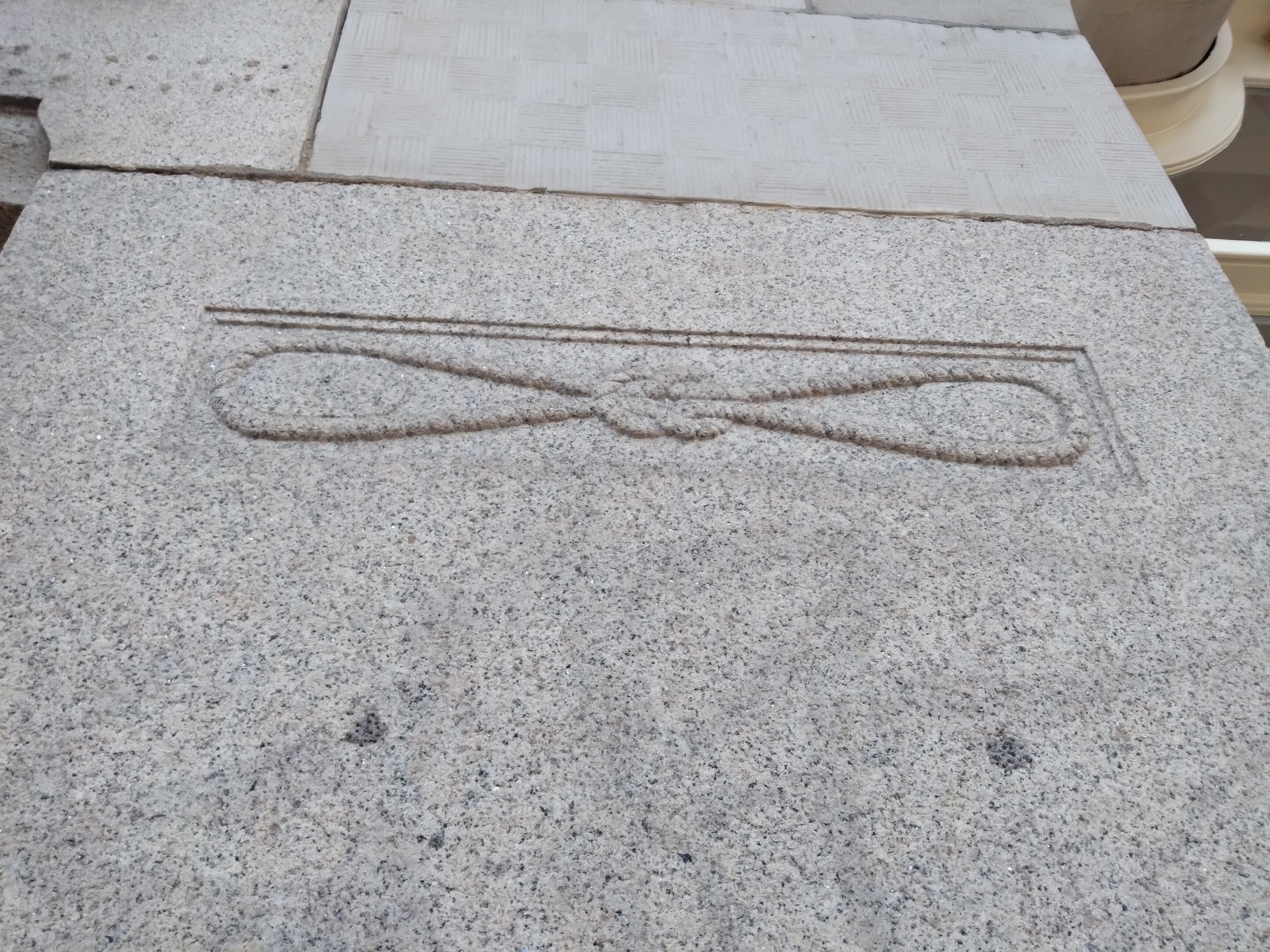
Gevelsteen met kabelmotief (mei 2021)